# Sistema das ligas de futebol da Nova Zelândia
O sistema de ligas de futebol da Nova Zelândia é a estrutura de ligas nacional e regional, recém-atualizada para a temporada de 2021.  O sistema anteriormente tinha um caminho desde a base até a primeira divisão, mas isso parou em 2004 com o New Zealand Football Championship sendo criado como um substituto para a antiga New Zealand National Soccer League .
A atual primeira divisão do futebol neozelandês é a Liga Nacional, entrando em sua temporada inaugural em 2021. 
As 4 principais divisões das ligas de futebol da Região Norte para homens e mulheres (Níveis 2 a 5) serão reestruturadas para a temporada de 2023. 

## Copas
A principal competição de copas da Nova Zelândia é a Chatham Cup, que remonta a 1923.
As competições de copas regionais também são realizadas dentro das federações, permitindo que várias equipes do mesmo clube participem.
Há ainda a ASB Charity Cup.

## Estrutura Masculina

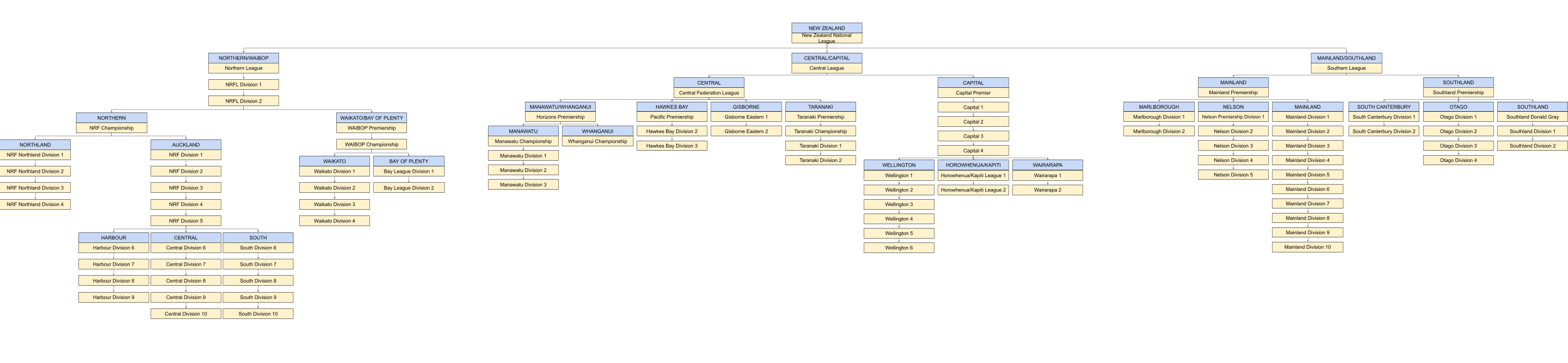
Layout detalhado do sistema das Ligas de Futebol da Nova Zelândia de 2022

Os clubes no topo da pirâmide só podem inscrever uma única equipe nos níveis mais altos de sua confederação. Outras equipes do mesmo clube podem inscrever equipes abaixo desse limite, mas têm restrições à promoção.   O Clevedon FC é atualmente o 1º time mais baixo do país, jogando na NRF South Division 10 (Nível 15). 
| Nível | Liga(s)/divisão(ões) | Liga(s)/divisão(ões) | Liga(s)/divisão(ões) | Liga(s)/divisão(ões) | Liga(s)/divisão(ões) | Liga(s)/divisão(ões) | Liga(s)/divisão(ões) | Liga(s)/divisão(ões) | Liga(s)/divisão(ões) | Liga(s)/divisão(ões) | Liga(s)/divisão(ões) | Liga(s)/divisão(ões) | Liga(s)/divisão(ões) | Liga(s)/divisão(ões) | Liga(s)/divisão(ões) | Liga(s)/divisão(ões) | Liga(s)/divisão(ões) | Liga(s)/divisão(ões) | Liga(s)/divisão(ões) | Liga(s)/divisão(ões) | Liga(s)/divisão(ões) | Liga(s)/divisão(ões) | Liga(s)/divisão(ões) | Liga(s)/divisão(ões) | Liga(s)/divisão(ões) | Liga(s)/divisão(ões) | Liga(s)/divisão(ões) | Liga(s)/divisão(ões) | Liga(s)/divisão(ões) | Liga(s)/divisão(ões) |
| ----- | --- | --- | --- | --- | --- | --- | --- | --- | --- | --- | --- | --- | --- | --- | --- | --- | --- | --- | --- | --- | --- | --- | --- | --- | --- | --- | --- | --- | --- | --- |
| 1     | New Zealand National League 10 clubes                                                                                           | New Zealand National League 10 clubes                                                                                           | New Zealand National League 10 clubes                                                                                           | New Zealand National League 10 clubes                                                                                           | New Zealand National League 10 clubes                                                                                           | New Zealand National League 10 clubes                                                                                           | New Zealand National League 10 clubes                                                                                           | New Zealand National League 10 clubes                                                                                           | New Zealand National League 10 clubes                                                                                           | New Zealand National League 10 clubes                                                                                           | New Zealand National League 10 clubes | New Zealand National League 10 clubes | New Zealand National League 10 clubes | New Zealand National League 10 clubes | New Zealand National League 10 clubes | New Zealand National League 10 clubes                                                                                      | New Zealand National League 10 clubes                                                                                      | New Zealand National League 10 clubes                                                                                      | New Zealand National League 10 clubes                                                                                      | New Zealand National League 10 clubes                                                                                      | New Zealand National League 10 clubes | New Zealand National League 10 clubes | New Zealand National League 10 clubes | New Zealand National League 10 clubes | New Zealand National League 10 clubes | New Zealand National League 10 clubes | New Zealand National League 10 clubes | New Zealand National League 10 clubes | New Zealand National League 10 clubes | New Zealand National League 10 clubes |
| 2     | Northern League 12 clubes – 4 classificações, 2 rebaixamentos                                                                   | Northern League 12 clubes – 4 classificações, 2 rebaixamentos                                                                   | Northern League 12 clubes – 4 classificações, 2 rebaixamentos                                                                   | Northern League 12 clubes – 4 classificações, 2 rebaixamentos                                                                   | Northern League 12 clubes – 4 classificações, 2 rebaixamentos                                                                   | Northern League 12 clubes – 4 classificações, 2 rebaixamentos                                                                   | Northern League 12 clubes – 4 classificações, 2 rebaixamentos                                                                   | Northern League 12 clubes – 4 classificações, 2 rebaixamentos                                                                   | Northern League 12 clubes – 4 classificações, 2 rebaixamentos                                                                   | Northern League 12 clubes – 4 classificações, 2 rebaixamentos                                                                   | Central League 10 clubes – 3 classificações, 1 rebaixamento | Central League 10 clubes – 3 classificações, 1 rebaixamento | Central League 10 clubes – 3 classificações, 1 rebaixamento | Central League 10 clubes – 3 classificações, 1 rebaixamento | Central League 10 clubes – 3 classificações, 1 rebaixamento | Central League 10 clubes – 3 classificações, 1 rebaixamento                                                                | Central League 10 clubes – 3 classificações, 1 rebaixamento                                                                | Central League 10 clubes – 3 classificações, 1 rebaixamento                                                                | Central League 10 clubes – 3 classificações, 1 rebaixamento                                                                | Central League 10 clubes – 3 classificações, 1 rebaixamento                                                                | Southern League 10 clubes – 2 classificações, 1 rebaixamento | Southern League 10 clubes – 2 classificações, 1 rebaixamento | Southern League 10 clubes – 2 classificações, 1 rebaixamento | Southern League 10 clubes – 2 classificações, 1 rebaixamento | Southern League 10 clubes – 2 classificações, 1 rebaixamento | Southern League 10 clubes – 2 classificações, 1 rebaixamento | Southern League 10 clubes – 2 classificações, 1 rebaixamento | Southern League 10 clubes – 2 classificações, 1 rebaixamento | Southern League 10 clubes – 2 classificações, 1 rebaixamento | Southern League 10 clubes – 2 classificações, 1 rebaixamento |
| 3     | NRFL Division 1 12 clubes – 2 promoções, 2 rebaixamento                                                                         | NRFL Division 1 12 clubes – 2 promoções, 2 rebaixamento                                                                         | NRFL Division 1 12 clubes – 2 promoções, 2 rebaixamento                                                                         | NRFL Division 1 12 clubes – 2 promoções, 2 rebaixamento                                                                         | NRFL Division 1 12 clubes – 2 promoções, 2 rebaixamento                                                                         | NRFL Division 1 12 clubes – 2 promoções, 2 rebaixamento                                                                         | NRFL Division 1 12 clubes – 2 promoções, 2 rebaixamento                                                                         | NRFL Division 1 12 clubes – 2 promoções, 2 rebaixamento                                                                         | NRFL Division 1 12 clubes – 2 promoções, 2 rebaixamento                                                                         | NRFL Division 1 12 clubes – 2 promoções, 2 rebaixamento                                                                         | Central Federation League 8 clubes – 0–1 promoção | Central Federation League 8 clubes – 0–1 promoção | Central Federation League 8 clubes – 0–1 promoção | Central Federation League 8 clubes – 0–1 promoção | Central Federation League 8 clubes – 0–1 promoção | Capital Premier 10 clubes – 0–1 promoção                                                                                   | Capital Premier 10 clubes – 0–1 promoção                                                                                   | Capital Premier 10 clubes – 0–1 promoção                                                                                   | Capital Premier 10 clubes – 0–1 promoção                                                                                   | Capital Premier 10 clubes – 0–1 promoção                                                                                   | Mainland Premier League 8 clubes – 0–1 promoções | Mainland Premier League 8 clubes – 0–1 promoções | Mainland Premier League 8 clubes – 0–1 promoções | Mainland Premier League 8 clubes – 0–1 promoções | Mainland Premier League 8 clubes – 0–1 promoções | Southern Premiership 10 clubes – 0–1 promoção | Southern Premiership 10 clubes – 0–1 promoção | Southern Premiership 10 clubes – 0–1 promoção | Southern Premiership 10 clubes – 0–1 promoção | Southern Premiership 10 clubes – 0–1 promoção |
| 4     | NRFL Division 2 10 clubes – 2 promoções, 2 rebaixamentos                                                                        | NRFL Division 2 10 clubes – 2 promoções, 2 rebaixamentos                                                                        | NRFL Division 2 10 clubes – 2 promoções, 2 rebaixamentos                                                                        | NRFL Division 2 10 clubes – 2 promoções, 2 rebaixamentos                                                                        | NRFL Division 2 10 clubes – 2 promoções, 2 rebaixamentos                                                                        | NRFL Division 2 10 clubes – 2 promoções, 2 rebaixamentos                                                                        | NRFL Division 2 10 clubes – 2 promoções, 2 rebaixamentos                                                                        | NRFL Division 2 10 clubes – 2 promoções, 2 rebaixamentos                                                                        | NRFL Division 2 10 clubes – 2 promoções, 2 rebaixamentos                                                                        | NRFL Division 2 10 clubes – 2 promoções, 2 rebaixamentos                                                                        | Horizons Premiership – 9 clubes Pacific Premiership – 8 clubes Gisborne Eastern 1 – 6 clubes Taranaki Premiership – 10 clubes                                         | Horizons Premiership – 9 clubes Pacific Premiership – 8 clubes Gisborne Eastern 1 – 6 clubes Taranaki Premiership – 10 clubes                                         | Horizons Premiership – 9 clubes Pacific Premiership – 8 clubes Gisborne Eastern 1 – 6 clubes Taranaki Premiership – 10 clubes                                         | Horizons Premiership – 9 clubes Pacific Premiership – 8 clubes Gisborne Eastern 1 – 6 clubes Taranaki Premiership – 10 clubes                                         | Horizons Premiership – 9 clubes Pacific Premiership – 8 clubes Gisborne Eastern 1 – 6 clubes Taranaki Premiership – 10 clubes                                         | Capital 1 10 clubes | Capital 1 10 clubes | Capital 1 10 clubes | Capital 1 10 clubes | Capital 1 10 clubes | Mainland Division 1 – 9 clubes Marlborough Division 1 – 6 clubes Nelson Premiership Division 1 – 8 clubes                                                                                        | Mainland Division 1 – 9 clubes Marlborough Division 1 – 6 clubes Nelson Premiership Division 1 – 8 clubes                                                                                        | Mainland Division 1 – 9 clubes Marlborough Division 1 – 6 clubes Nelson Premiership Division 1 – 8 clubes                                                                                        | Mainland Division 1 – 9 clubes Marlborough Division 1 – 6 clubes Nelson Premiership Division 1 – 8 clubes                                                                                        | Mainland Division 1 – 9 clubes Marlborough Division 1 – 6 clubes Nelson Premiership Division 1 – 8 clubes                                                                                        | South Canterbury Division 1 – 4 clubes Otago Division 1 – 6 clubes Southland Premier (Donald Gray) – 4 clubes                                                                                    | South Canterbury Division 1 – 4 clubes Otago Division 1 – 6 clubes Southland Premier (Donald Gray) – 4 clubes                                                                                    | South Canterbury Division 1 – 4 clubes Otago Division 1 – 6 clubes Southland Premier (Donald Gray) – 4 clubes                                                                                    | South Canterbury Division 1 – 4 clubes Otago Division 1 – 6 clubes Southland Premier (Donald Gray) – 4 clubes                                                                                    | South Canterbury Division 1 – 4 clubes Otago Division 1 – 6 clubes Southland Premier (Donald Gray) – 4 clubes                                                                                    |
| 5     | NRF Championship 8 clubes – 0–1 promoção                                                                                        | NRF Championship 8 clubes – 0–1 promoção                                                                                        | NRF Championship 8 clubes – 0–1 promoção                                                                                        | NRF Championship 8 clubes – 0–1 promoção                                                                                        | NRF Championship 8 clubes – 0–1 promoção                                                                                        | WaiBOP Premiership 10 clubes – 0–1 promoção, 2 rebaixamentos                                                                    | WaiBOP Premiership 10 clubes – 0–1 promoção, 2 rebaixamentos                                                                    | WaiBOP Premiership 10 clubes – 0–1 promoção, 2 rebaixamentos                                                                    | WaiBOP Premiership 10 clubes – 0–1 promoção, 2 rebaixamentos                                                                    | WaiBOP Premiership 10 clubes – 0–1 promoção, 2 rebaixamentos                                                                    | Manawatu Championship – 6 clubes Whanganui Championship – 10 clubes Hawkes Bay Division 2 – 8 clubes Gisborne Eastern 2 – 10 clubes Taranaki Championship – 10 clubes | Manawatu Championship – 6 clubes Whanganui Championship – 10 clubes Hawkes Bay Division 2 – 8 clubes Gisborne Eastern 2 – 10 clubes Taranaki Championship – 10 clubes | Manawatu Championship – 6 clubes Whanganui Championship – 10 clubes Hawkes Bay Division 2 – 8 clubes Gisborne Eastern 2 – 10 clubes Taranaki Championship – 10 clubes | Manawatu Championship – 6 clubes Whanganui Championship – 10 clubes Hawkes Bay Division 2 – 8 clubes Gisborne Eastern 2 – 10 clubes Taranaki Championship – 10 clubes | Manawatu Championship – 6 clubes Whanganui Championship – 10 clubes Hawkes Bay Division 2 – 8 clubes Gisborne Eastern 2 – 10 clubes Taranaki Championship – 10 clubes | Capital 2 9 clubes | Capital 2 9 clubes | Capital 2 9 clubes | Capital 2 9 clubes | Capital 2 9 clubes | Mainland Division 2 – 9 clubes Marlborough Division 2 – 8 clubes Nelson Division 2 – 7 clubes South Canterbury Division 2 – 8 clubes Otago Division 2 – 6 clubes Southland Division 1 – 8 clubes | Mainland Division 2 – 9 clubes Marlborough Division 2 – 8 clubes Nelson Division 2 – 7 clubes South Canterbury Division 2 – 8 clubes Otago Division 2 – 6 clubes Southland Division 1 – 8 clubes | Mainland Division 2 – 9 clubes Marlborough Division 2 – 8 clubes Nelson Division 2 – 7 clubes South Canterbury Division 2 – 8 clubes Otago Division 2 – 6 clubes Southland Division 1 – 8 clubes | Mainland Division 2 – 9 clubes Marlborough Division 2 – 8 clubes Nelson Division 2 – 7 clubes South Canterbury Division 2 – 8 clubes Otago Division 2 – 6 clubes Southland Division 1 – 8 clubes | Mainland Division 2 – 9 clubes Marlborough Division 2 – 8 clubes Nelson Division 2 – 7 clubes South Canterbury Division 2 – 8 clubes Otago Division 2 – 6 clubes Southland Division 1 – 8 clubes | Mainland Division 2 – 9 clubes Marlborough Division 2 – 8 clubes Nelson Division 2 – 7 clubes South Canterbury Division 2 – 8 clubes Otago Division 2 – 6 clubes Southland Division 1 – 8 clubes | Mainland Division 2 – 9 clubes Marlborough Division 2 – 8 clubes Nelson Division 2 – 7 clubes South Canterbury Division 2 – 8 clubes Otago Division 2 – 6 clubes Southland Division 1 – 8 clubes | Mainland Division 2 – 9 clubes Marlborough Division 2 – 8 clubes Nelson Division 2 – 7 clubes South Canterbury Division 2 – 8 clubes Otago Division 2 – 6 clubes Southland Division 1 – 8 clubes | Mainland Division 2 – 9 clubes Marlborough Division 2 – 8 clubes Nelson Division 2 – 7 clubes South Canterbury Division 2 – 8 clubes Otago Division 2 – 6 clubes Southland Division 1 – 8 clubes | Mainland Division 2 – 9 clubes Marlborough Division 2 – 8 clubes Nelson Division 2 – 7 clubes South Canterbury Division 2 – 8 clubes Otago Division 2 – 6 clubes Southland Division 1 – 8 clubes |
| 6     | NRF Northland Division 1 – 8 clubes NRF Division 1 – 11 clubes                                                                  | NRF Northland Division 1 – 8 clubes NRF Division 1 – 11 clubes                                                                  | NRF Northland Division 1 – 8 clubes NRF Division 1 – 11 clubes                                                                  | NRF Northland Division 1 – 8 clubes NRF Division 1 – 11 clubes                                                                  | NRF Northland Division 1 – 8 clubes NRF Division 1 – 11 clubes                                                                  | WaiBOP Championship 10 clubes – 2 promoções, 2 rebaixamentos                                                                    | WaiBOP Championship 10 clubes – 2 promoções, 2 rebaixamentos                                                                    | WaiBOP Championship 10 clubes – 2 promoções, 2 rebaixamentos                                                                    | WaiBOP Championship 10 clubes – 2 promoções, 2 rebaixamentos                                                                    | WaiBOP Championship 10 clubes – 2 promoções, 2 rebaixamentos                                                                    | Manawatu Division 1 – 8 clubes Hawkes Bay Division 3 – 12 clubes Taranaki Division 1 – 10 clubes                                                                      | Manawatu Division 1 – 8 clubes Hawkes Bay Division 3 – 12 clubes Taranaki Division 1 – 10 clubes                                                                      | Manawatu Division 1 – 8 clubes Hawkes Bay Division 3 – 12 clubes Taranaki Division 1 – 10 clubes                                                                      | Manawatu Division 1 – 8 clubes Hawkes Bay Division 3 – 12 clubes Taranaki Division 1 – 10 clubes                                                                      | Manawatu Division 1 – 8 clubes Hawkes Bay Division 3 – 12 clubes Taranaki Division 1 – 10 clubes                                                                      | Capital 3 10 clubes | Capital 3 10 clubes | Capital 3 10 clubes | Capital 3 10 clubes | Capital 3 10 clubes | Mainland Division 3 – 7 clubes Nelson Division 3 – 6 clubes Otago Division 3 – 9 clubes Southland Division 2 – 11 clubes                                                                         | Mainland Division 3 – 7 clubes Nelson Division 3 – 6 clubes Otago Division 3 – 9 clubes Southland Division 2 – 11 clubes                                                                         | Mainland Division 3 – 7 clubes Nelson Division 3 – 6 clubes Otago Division 3 – 9 clubes Southland Division 2 – 11 clubes                                                                         | Mainland Division 3 – 7 clubes Nelson Division 3 – 6 clubes Otago Division 3 – 9 clubes Southland Division 2 – 11 clubes                                                                         | Mainland Division 3 – 7 clubes Nelson Division 3 – 6 clubes Otago Division 3 – 9 clubes Southland Division 2 – 11 clubes                                                                         | Mainland Division 3 – 7 clubes Nelson Division 3 – 6 clubes Otago Division 3 – 9 clubes Southland Division 2 – 11 clubes                                                                         | Mainland Division 3 – 7 clubes Nelson Division 3 – 6 clubes Otago Division 3 – 9 clubes Southland Division 2 – 11 clubes                                                                         | Mainland Division 3 – 7 clubes Nelson Division 3 – 6 clubes Otago Division 3 – 9 clubes Southland Division 2 – 11 clubes                                                                         | Mainland Division 3 – 7 clubes Nelson Division 3 – 6 clubes Otago Division 3 – 9 clubes Southland Division 2 – 11 clubes                                                                         | Mainland Division 3 – 7 clubes Nelson Division 3 – 6 clubes Otago Division 3 – 9 clubes Southland Division 2 – 11 clubes                                                                         |
| 7     | NRF Northland Division 2 – 6 clubes NRF Division 2 – 10 clubes Waikato Division 1 – 8 clubes Bay League Division 1 – 10 clubes  | NRF Northland Division 2 – 6 clubes NRF Division 2 – 10 clubes Waikato Division 1 – 8 clubes Bay League Division 1 – 10 clubes  | NRF Northland Division 2 – 6 clubes NRF Division 2 – 10 clubes Waikato Division 1 – 8 clubes Bay League Division 1 – 10 clubes  | NRF Northland Division 2 – 6 clubes NRF Division 2 – 10 clubes Waikato Division 1 – 8 clubes Bay League Division 1 – 10 clubes  | NRF Northland Division 2 – 6 clubes NRF Division 2 – 10 clubes Waikato Division 1 – 8 clubes Bay League Division 1 – 10 clubes  | NRF Northland Division 2 – 6 clubes NRF Division 2 – 10 clubes Waikato Division 1 – 8 clubes Bay League Division 1 – 10 clubes  | NRF Northland Division 2 – 6 clubes NRF Division 2 – 10 clubes Waikato Division 1 – 8 clubes Bay League Division 1 – 10 clubes  | NRF Northland Division 2 – 6 clubes NRF Division 2 – 10 clubes Waikato Division 1 – 8 clubes Bay League Division 1 – 10 clubes  | NRF Northland Division 2 – 6 clubes NRF Division 2 – 10 clubes Waikato Division 1 – 8 clubes Bay League Division 1 – 10 clubes  | NRF Northland Division 2 – 6 clubes NRF Division 2 – 10 clubes Waikato Division 1 – 8 clubes Bay League Division 1 – 10 clubes  | Manawatu Division 2 – 8 clubes Taranaki Division 2 – 10 clubes | Manawatu Division 2 – 8 clubes Taranaki Division 2 – 10 clubes | Manawatu Division 2 – 8 clubes Taranaki Division 2 – 10 clubes | Manawatu Division 2 – 8 clubes Taranaki Division 2 – 10 clubes | Manawatu Division 2 – 8 clubes Taranaki Division 2 – 10 clubes | Capital 4 10 clubes | Capital 4 10 clubes | Capital 4 10 clubes | Capital 4 10 clubes | Capital 4 10 clubes | Mainland Division 4 – 7 clubes Nelson Division 4 – 5 clubes Otago Division 4 – 10 clubes | Mainland Division 4 – 7 clubes Nelson Division 4 – 5 clubes Otago Division 4 – 10 clubes | Mainland Division 4 – 7 clubes Nelson Division 4 – 5 clubes Otago Division 4 – 10 clubes | Mainland Division 4 – 7 clubes Nelson Division 4 – 5 clubes Otago Division 4 – 10 clubes | Mainland Division 4 – 7 clubes Nelson Division 4 – 5 clubes Otago Division 4 – 10 clubes | Mainland Division 4 – 7 clubes Nelson Division 4 – 5 clubes Otago Division 4 – 10 clubes | Mainland Division 4 – 7 clubes Nelson Division 4 – 5 clubes Otago Division 4 – 10 clubes | Mainland Division 4 – 7 clubes Nelson Division 4 – 5 clubes Otago Division 4 – 10 clubes | Mainland Division 4 – 7 clubes Nelson Division 4 – 5 clubes Otago Division 4 – 10 clubes | Mainland Division 4 – 7 clubes Nelson Division 4 – 5 clubes Otago Division 4 – 10 clubes |
| 8     | NRF Northland Division 3 – 8 clubes NRF Division 3 – 10 clubes Waikato Division 2 – 10 clubes Bay League Division 2 – 14 clubes | NRF Northland Division 3 – 8 clubes NRF Division 3 – 10 clubes Waikato Division 2 – 10 clubes Bay League Division 2 – 14 clubes | NRF Northland Division 3 – 8 clubes NRF Division 3 – 10 clubes Waikato Division 2 – 10 clubes Bay League Division 2 – 14 clubes | NRF Northland Division 3 – 8 clubes NRF Division 3 – 10 clubes Waikato Division 2 – 10 clubes Bay League Division 2 – 14 clubes | NRF Northland Division 3 – 8 clubes NRF Division 3 – 10 clubes Waikato Division 2 – 10 clubes Bay League Division 2 – 14 clubes | NRF Northland Division 3 – 8 clubes NRF Division 3 – 10 clubes Waikato Division 2 – 10 clubes Bay League Division 2 – 14 clubes | NRF Northland Division 3 – 8 clubes NRF Division 3 – 10 clubes Waikato Division 2 – 10 clubes Bay League Division 2 – 14 clubes | NRF Northland Division 3 – 8 clubes NRF Division 3 – 10 clubes Waikato Division 2 – 10 clubes Bay League Division 2 – 14 clubes | NRF Northland Division 3 – 8 clubes NRF Division 3 – 10 clubes Waikato Division 2 – 10 clubes Bay League Division 2 – 14 clubes | NRF Northland Division 3 – 8 clubes NRF Division 3 – 10 clubes Waikato Division 2 – 10 clubes Bay League Division 2 – 14 clubes | Manawatu Division 3 – 8 clubes Wellington 1 – 11 clubes Horowhenua/Kapiti Local League 1 – 7 clubes Wairarapa 1 – 6 clubes                                            | Manawatu Division 3 – 8 clubes Wellington 1 – 11 clubes Horowhenua/Kapiti Local League 1 – 7 clubes Wairarapa 1 – 6 clubes                                            | Manawatu Division 3 – 8 clubes Wellington 1 – 11 clubes Horowhenua/Kapiti Local League 1 – 7 clubes Wairarapa 1 – 6 clubes                                            | Manawatu Division 3 – 8 clubes Wellington 1 – 11 clubes Horowhenua/Kapiti Local League 1 – 7 clubes Wairarapa 1 – 6 clubes                                            | Manawatu Division 3 – 8 clubes Wellington 1 – 11 clubes Horowhenua/Kapiti Local League 1 – 7 clubes Wairarapa 1 – 6 clubes                                            | Manawatu Division 3 – 8 clubes Wellington 1 – 11 clubes Horowhenua/Kapiti Local League 1 – 7 clubes Wairarapa 1 – 6 clubes | Manawatu Division 3 – 8 clubes Wellington 1 – 11 clubes Horowhenua/Kapiti Local League 1 – 7 clubes Wairarapa 1 – 6 clubes | Manawatu Division 3 – 8 clubes Wellington 1 – 11 clubes Horowhenua/Kapiti Local League 1 – 7 clubes Wairarapa 1 – 6 clubes | Manawatu Division 3 – 8 clubes Wellington 1 – 11 clubes Horowhenua/Kapiti Local League 1 – 7 clubes Wairarapa 1 – 6 clubes | Manawatu Division 3 – 8 clubes Wellington 1 – 11 clubes Horowhenua/Kapiti Local League 1 – 7 clubes Wairarapa 1 – 6 clubes | Mainland Division 5 – 10 clubes Nelson Division 5 – 7 clubes | Mainland Division 5 – 10 clubes Nelson Division 5 – 7 clubes | Mainland Division 5 – 10 clubes Nelson Division 5 – 7 clubes | Mainland Division 5 – 10 clubes Nelson Division 5 – 7 clubes | Mainland Division 5 – 10 clubes Nelson Division 5 – 7 clubes | Mainland Division 5 – 10 clubes Nelson Division 5 – 7 clubes | Mainland Division 5 – 10 clubes Nelson Division 5 – 7 clubes | Mainland Division 5 – 10 clubes Nelson Division 5 – 7 clubes | Mainland Division 5 – 10 clubes Nelson Division 5 – 7 clubes | Mainland Division 5 – 10 clubes Nelson Division 5 – 7 clubes |
| 9     | NRF Northland Division 4 – 6 clubes NRF Division 4 – 12 clubes Waikato Division 3 – 9 clubes                                    | NRF Northland Division 4 – 6 clubes NRF Division 4 – 12 clubes Waikato Division 3 – 9 clubes                                    | NRF Northland Division 4 – 6 clubes NRF Division 4 – 12 clubes Waikato Division 3 – 9 clubes                                    | NRF Northland Division 4 – 6 clubes NRF Division 4 – 12 clubes Waikato Division 3 – 9 clubes                                    | NRF Northland Division 4 – 6 clubes NRF Division 4 – 12 clubes Waikato Division 3 – 9 clubes                                    | NRF Northland Division 4 – 6 clubes NRF Division 4 – 12 clubes Waikato Division 3 – 9 clubes                                    | NRF Northland Division 4 – 6 clubes NRF Division 4 – 12 clubes Waikato Division 3 – 9 clubes                                    | NRF Northland Division 4 – 6 clubes NRF Division 4 – 12 clubes Waikato Division 3 – 9 clubes                                    | NRF Northland Division 4 – 6 clubes NRF Division 4 – 12 clubes Waikato Division 3 – 9 clubes                                    | NRF Northland Division 4 – 6 clubes NRF Division 4 – 12 clubes Waikato Division 3 – 9 clubes                                    | Wellington 2 – 10 clubes Horowhenua/Kapiti Local League 2 – 8 clubes Wairarapa 2 – 11 clubes                                                                          | Wellington 2 – 10 clubes Horowhenua/Kapiti Local League 2 – 8 clubes Wairarapa 2 – 11 clubes                                                                          | Wellington 2 – 10 clubes Horowhenua/Kapiti Local League 2 – 8 clubes Wairarapa 2 – 11 clubes                                                                          | Wellington 2 – 10 clubes Horowhenua/Kapiti Local League 2 – 8 clubes Wairarapa 2 – 11 clubes                                                                          | Wellington 2 – 10 clubes Horowhenua/Kapiti Local League 2 – 8 clubes Wairarapa 2 – 11 clubes                                                                          | Wellington 2 – 10 clubes Horowhenua/Kapiti Local League 2 – 8 clubes Wairarapa 2 – 11 clubes                               | Wellington 2 – 10 clubes Horowhenua/Kapiti Local League 2 – 8 clubes Wairarapa 2 – 11 clubes                               | Wellington 2 – 10 clubes Horowhenua/Kapiti Local League 2 – 8 clubes Wairarapa 2 – 11 clubes                               | Wellington 2 – 10 clubes Horowhenua/Kapiti Local League 2 – 8 clubes Wairarapa 2 – 11 clubes                               | Wellington 2 – 10 clubes Horowhenua/Kapiti Local League 2 – 8 clubes Wairarapa 2 – 11 clubes                               | Mainland Division 6 – 10 clubes | Mainland Division 6 – 10 clubes | Mainland Division 6 – 10 clubes | Mainland Division 6 – 10 clubes | Mainland Division 6 – 10 clubes | Mainland Division 6 – 10 clubes | Mainland Division 6 – 10 clubes | Mainland Division 6 – 10 clubes | Mainland Division 6 – 10 clubes | Mainland Division 6 – 10 clubes |
| 10    | NRF Division 5 – 11 clubes Waikato Division 4 – 10 clubes                                                                       | NRF Division 5 – 11 clubes Waikato Division 4 – 10 clubes                                                                       | NRF Division 5 – 11 clubes Waikato Division 4 – 10 clubes                                                                       | NRF Division 5 – 11 clubes Waikato Division 4 – 10 clubes                                                                       | NRF Division 5 – 11 clubes Waikato Division 4 – 10 clubes                                                                       | NRF Division 5 – 11 clubes Waikato Division 4 – 10 clubes                                                                       | NRF Division 5 – 11 clubes Waikato Division 4 – 10 clubes                                                                       | NRF Division 5 – 11 clubes Waikato Division 4 – 10 clubes                                                                       | NRF Division 5 – 11 clubes Waikato Division 4 – 10 clubes                                                                       | NRF Division 5 – 11 clubes Waikato Division 4 – 10 clubes                                                                       | Wellington 3 – 10 clubes | Wellington 3 – 10 clubes | Wellington 3 – 10 clubes | Wellington 3 – 10 clubes | Wellington 3 – 10 clubes | Wellington 3 – 10 clubes                                                                                                   | Wellington 3 – 10 clubes                                                                                                   | Wellington 3 – 10 clubes                                                                                                   | Wellington 3 – 10 clubes                                                                                                   | Wellington 3 – 10 clubes                                                                                                   | Mainland Division 7 – 10 clubes | Mainland Division 7 – 10 clubes | Mainland Division 7 – 10 clubes | Mainland Division 7 – 10 clubes | Mainland Division 7 – 10 clubes | Mainland Division 7 – 10 clubes | Mainland Division 7 – 10 clubes | Mainland Division 7 – 10 clubes | Mainland Division 7 – 10 clubes | Mainland Division 7 – 10 clubes |
| 11    | NRF Harbour Division 6 – 10 clubes NRF Central Division 6 – 10 clubes NRF South Division 6 – 10 clubes                          | NRF Harbour Division 6 – 10 clubes NRF Central Division 6 – 10 clubes NRF South Division 6 – 10 clubes                          | NRF Harbour Division 6 – 10 clubes NRF Central Division 6 – 10 clubes NRF South Division 6 – 10 clubes                          | NRF Harbour Division 6 – 10 clubes NRF Central Division 6 – 10 clubes NRF South Division 6 – 10 clubes                          | NRF Harbour Division 6 – 10 clubes NRF Central Division 6 – 10 clubes NRF South Division 6 – 10 clubes                          | NRF Harbour Division 6 – 10 clubes NRF Central Division 6 – 10 clubes NRF South Division 6 – 10 clubes                          | NRF Harbour Division 6 – 10 clubes NRF Central Division 6 – 10 clubes NRF South Division 6 – 10 clubes                          | NRF Harbour Division 6 – 10 clubes NRF Central Division 6 – 10 clubes NRF South Division 6 – 10 clubes                          | NRF Harbour Division 6 – 10 clubes NRF Central Division 6 – 10 clubes NRF South Division 6 – 10 clubes                          | NRF Harbour Division 6 – 10 clubes NRF Central Division 6 – 10 clubes NRF South Division 6 – 10 clubes                          | Wellington 4 – 10 clubes | Wellington 4 – 10 clubes | Wellington 4 – 10 clubes | Wellington 4 – 10 clubes | Wellington 4 – 10 clubes | Wellington 4 – 10 clubes                                                                                                   | Wellington 4 – 10 clubes                                                                                                   | Wellington 4 – 10 clubes                                                                                                   | Wellington 4 – 10 clubes                                                                                                   | Wellington 4 – 10 clubes                                                                                                   | Mainland Division 8 – 9 clubes | Mainland Division 8 – 9 clubes | Mainland Division 8 – 9 clubes | Mainland Division 8 – 9 clubes | Mainland Division 8 – 9 clubes | Mainland Division 8 – 9 clubes | Mainland Division 8 – 9 clubes | Mainland Division 8 – 9 clubes | Mainland Division 8 – 9 clubes | Mainland Division 8 – 9 clubes |
| 12    | NRF Harbour Division 7 – 10 clubes NRF Central Division 7 – 10 clubes NRF South Division 7 – 10 clubes                          | NRF Harbour Division 7 – 10 clubes NRF Central Division 7 – 10 clubes NRF South Division 7 – 10 clubes                          | NRF Harbour Division 7 – 10 clubes NRF Central Division 7 – 10 clubes NRF South Division 7 – 10 clubes                          | NRF Harbour Division 7 – 10 clubes NRF Central Division 7 – 10 clubes NRF South Division 7 – 10 clubes                          | NRF Harbour Division 7 – 10 clubes NRF Central Division 7 – 10 clubes NRF South Division 7 – 10 clubes                          | NRF Harbour Division 7 – 10 clubes NRF Central Division 7 – 10 clubes NRF South Division 7 – 10 clubes                          | NRF Harbour Division 7 – 10 clubes NRF Central Division 7 – 10 clubes NRF South Division 7 – 10 clubes                          | NRF Harbour Division 7 – 10 clubes NRF Central Division 7 – 10 clubes NRF South Division 7 – 10 clubes                          | NRF Harbour Division 7 – 10 clubes NRF Central Division 7 – 10 clubes NRF South Division 7 – 10 clubes                          | NRF Harbour Division 7 – 10 clubes NRF Central Division 7 – 10 clubes NRF South Division 7 – 10 clubes                          | Wellington 5 – 10 clubes | Wellington 5 – 10 clubes | Wellington 5 – 10 clubes | Wellington 5 – 10 clubes | Wellington 5 – 10 clubes | Wellington 5 – 10 clubes                                                                                                   | Wellington 5 – 10 clubes                                                                                                   | Wellington 5 – 10 clubes                                                                                                   | Wellington 5 – 10 clubes                                                                                                   | Wellington 5 – 10 clubes                                                                                                   | Mainland Division 9 – 8 clubes | Mainland Division 9 – 8 clubes | Mainland Division 9 – 8 clubes | Mainland Division 9 – 8 clubes | Mainland Division 9 – 8 clubes | Mainland Division 9 – 8 clubes | Mainland Division 9 – 8 clubes | Mainland Division 9 – 8 clubes | Mainland Division 9 – 8 clubes | Mainland Division 9 – 8 clubes |
| 13    | NRF Harbour Division 8 – 8 clubes NRF Central Division 8 – 10 clubes NRF South Division 8 – 8 clubes                            | NRF Harbour Division 8 – 8 clubes NRF Central Division 8 – 10 clubes NRF South Division 8 – 8 clubes                            | NRF Harbour Division 8 – 8 clubes NRF Central Division 8 – 10 clubes NRF South Division 8 – 8 clubes                            | NRF Harbour Division 8 – 8 clubes NRF Central Division 8 – 10 clubes NRF South Division 8 – 8 clubes                            | NRF Harbour Division 8 – 8 clubes NRF Central Division 8 – 10 clubes NRF South Division 8 – 8 clubes                            | NRF Harbour Division 8 – 8 clubes NRF Central Division 8 – 10 clubes NRF South Division 8 – 8 clubes                            | NRF Harbour Division 8 – 8 clubes NRF Central Division 8 – 10 clubes NRF South Division 8 – 8 clubes                            | NRF Harbour Division 8 – 8 clubes NRF Central Division 8 – 10 clubes NRF South Division 8 – 8 clubes                            | NRF Harbour Division 8 – 8 clubes NRF Central Division 8 – 10 clubes NRF South Division 8 – 8 clubes                            | NRF Harbour Division 8 – 8 clubes NRF Central Division 8 – 10 clubes NRF South Division 8 – 8 clubes                            | Wellington 6 – 12 clubes | Wellington 6 – 12 clubes | Wellington 6 – 12 clubes | Wellington 6 – 12 clubes | Wellington 6 – 12 clubes | Wellington 6 – 12 clubes                                                                                                   | Wellington 6 – 12 clubes                                                                                                   | Wellington 6 – 12 clubes                                                                                                   | Wellington 6 – 12 clubes                                                                                                   | Wellington 6 – 12 clubes                                                                                                   | Mainland Division 10 – 8 clubes | Mainland Division 10 – 8 clubes | Mainland Division 10 – 8 clubes | Mainland Division 10 – 8 clubes | Mainland Division 10 – 8 clubes | Mainland Division 10 – 8 clubes | Mainland Division 10 – 8 clubes | Mainland Division 10 – 8 clubes | Mainland Division 10 – 8 clubes | Mainland Division 10 – 8 clubes |
| 14    | NRF Harbour Division 9 – 10 clubes NRF Central Division 9 – 10 clubes NRF South Division 9 – 10 clubes                          | NRF Harbour Division 9 – 10 clubes NRF Central Division 9 – 10 clubes NRF South Division 9 – 10 clubes                          | NRF Harbour Division 9 – 10 clubes NRF Central Division 9 – 10 clubes NRF South Division 9 – 10 clubes                          | NRF Harbour Division 9 – 10 clubes NRF Central Division 9 – 10 clubes NRF South Division 9 – 10 clubes                          | NRF Harbour Division 9 – 10 clubes NRF Central Division 9 – 10 clubes NRF South Division 9 – 10 clubes                          | NRF Harbour Division 9 – 10 clubes NRF Central Division 9 – 10 clubes NRF South Division 9 – 10 clubes                          | NRF Harbour Division 9 – 10 clubes NRF Central Division 9 – 10 clubes NRF South Division 9 – 10 clubes                          | NRF Harbour Division 9 – 10 clubes NRF Central Division 9 – 10 clubes NRF South Division 9 – 10 clubes                          | NRF Harbour Division 9 – 10 clubes NRF Central Division 9 – 10 clubes NRF South Division 9 – 10 clubes                          | NRF Harbour Division 9 – 10 clubes NRF Central Division 9 – 10 clubes NRF South Division 9 – 10 clubes                          | — | — | — | — | — | — | — | — | — | — | — | — | — | — | — | — | — | — | — | — |
| 15    | NRF Central Division 10 – 8 clubes NRF South Division 10 – 9 clubes                                                             | NRF Central Division 10 – 8 clubes NRF South Division 10 – 9 clubes                                                             | NRF Central Division 10 – 8 clubes NRF South Division 10 – 9 clubes                                                             | NRF Central Division 10 – 8 clubes NRF South Division 10 – 9 clubes                                                             | NRF Central Division 10 – 8 clubes NRF South Division 10 – 9 clubes                                                             | NRF Central Division 10 – 8 clubes NRF South Division 10 – 9 clubes                                                             | NRF Central Division 10 – 8 clubes NRF South Division 10 – 9 clubes                                                             | NRF Central Division 10 – 8 clubes NRF South Division 10 – 9 clubes                                                             | NRF Central Division 10 – 8 clubes NRF South Division 10 – 9 clubes                                                             | NRF Central Division 10 – 8 clubes NRF South Division 10 – 9 clubes                                                             | — | — | — | — | — | — | — | — | — | — | — | — | — | — | — | — | — | — | — | — |

## Estrutura Feminina
Fontes        
| Nível | Liga(s)/divisão(ões) | Liga(s)/divisão(ões) | Liga(s)/divisão(ões) | Liga(s)/divisão(ões)                                         | Liga(s)/divisão(ões) | Liga(s)/divisão(ões) |
| ----- | --- | --- | --- | ------------------------------------------------------------ | --- | --- |
| 1     | New Zealand Women's National League8 clubes | New Zealand Women's National League8 clubes | New Zealand Women's National League8 clubes | New Zealand Women's National League8 clubes                  | New Zealand Women's National League8 clubes | New Zealand Women's National League8 clubes |
| 2     | NRFL Women's Premier League8 clubes – 4 qualificações, 1 playoff de rebaixamento                                                                             | NRFL Women's Premier League8 clubes – 4 qualificações, 1 playoff de rebaixamento                                                                             | Capital W-League7 clubes – 1 rebaixamento | Capital W-League7 clubes – 1 rebaixamento                    | Mainland Women's Premier League4 clubes | Women's Southern Premier League7 clubes |
| 3     | NRF Women's Championship11 clubes – 0–1 promoção, 2 rebaixamentos                                                                                            | WaiBOP W-League 6 clubes – 0–1 promoção | Central Women's Federation League5 clubes | Women's Capital Premier8 clubes – 1 promoção, 1 rebaixamento | Canterbury Women's Championship League 1 - 11 clubes Nelson Women's Premiership Division 1 - 11 clubes Marlborough Women's Social League - 3 clubes Otago Division One - 6 clubes Southland Kolk Cup – 7 clubes | Canterbury Women's Championship League 1 - 11 clubes Nelson Women's Premiership Division 1 - 11 clubes Marlborough Women's Social League - 3 clubes Otago Division One - 6 clubes Southland Kolk Cup – 7 clubes |
| 4     | NRF Women's Northland Division 1 - 5 clubes NRF Women's Division 1 - 8 clubes Waikato Women's Division 1 - 8 clubes Women's Bay League Division 1 - 9 clubes | NRF Women's Northland Division 1 - 5 clubes NRF Women's Division 1 - 8 clubes Waikato Women's Division 1 - 8 clubes Women's Bay League Division 1 - 9 clubes | Manawatu Premiership – 6 clubes Whanganui Kelly Hiroa League – 8 clubes Hawke's Bay Women's Division – 5 clubes Gisborne Eastern League - 6 clubes Taranaki Women's Premiership– 12 clubes | Capital Women's 1 – 10 clubes                                | Canterbury Championship League 2 - 6 clubes Otago Division Two - 8 clubes | Canterbury Championship League 2 - 6 clubes Otago Division Two - 8 clubes |
| 5     | NRF Northland Women's Division 2 - 6 clubes NRF Women's Division 2 - 10 clubes Waikato Women's Division 2 - 9 clubes                                         | NRF Northland Women's Division 2 - 6 clubes NRF Women's Division 2 - 10 clubes Waikato Women's Division 2 - 9 clubes                                         | Manawatu Women's Championship– 6 clubes Hawkes Bay Women's Division 2 - 7 clubes | Capital Women's 2 – 10 clubes                                | — | — |
| 6     | NRF Harbor Division 3 – 7 clubes NRF Central Division 3 – 9 clubes                                                                                           | NRF Harbor Division 3 – 7 clubes NRF Central Division 3 – 9 clubes                                                                                           | — | Capital Women's 3 – 11 clubes                                | — | — |
| 7     | NRF Harbor Division 4 – 10 clubes NRF Central Division 4 - 8 clubes                                                                                          | NRF Harbor Division 4 – 10 clubes NRF Central Division 4 - 8 clubes                                                                                          | — | Wairarapa League – 4 clubes                                  | — | — |
| 8     | NRF Divisão Central 5 - 7 clubes | NRF Divisão Central 5 - 7 clubes | — | —                                                            | — | — |